# Templo de Apolo Zoster
El Templo de Apolo Zoster es un templo griego cuyos restos están localizados en Vouliagmeni en Atenas, Grecia.

## Ubicación y descubrimiento
El Templo fue descubierto cuando los niños del Orfanato Vouliagmeni jugaban en lo que ahora se conoce como la playa Astir. El sitio se encuentra ahora sumergido detrás de la playa y está rodeado por césped y setos. El Templo está casi al nivel de mar por lo que a menudo es inundado durante los meses fuera del verano.
Las inscripciones encontradas en las ruinas confirman que el sitio es el Templo  de Apolo Zoster. Las excavaciones fueron emprendidas por los arqueólogos K. Kourouniotes y M. Pittidis durante los años 1926–1927. Esta acción pudo confirmar las referencias a las fuentes literarias antiguas: Pausanias menciona que esta era la ubicación del santuario más importante del Demo ático de Aixōnides Halaí (en griego: Αἰξωνίδες Ἁλαί:), en otras palabras la salina de Aixōnē. Este antiguo demo incluyó las áreas modernas de Voula y Vouliagmeni.
El templo se asienta en la lengua media de un promontorio de tres lenguas que fue famoso en la Antigüedad como cabo Zoster. Heródoto escribe que después de la batalla de Salamina, los persas confundieron las rocas del promontorio por barcos griegos.

## Historia
Pausanias creyó que en esta ubicación Leto, que estaba embarazada de Zeus, se aflojó su cinturón dorado o zoster, cuando  era perseguida por una enojado Hera. Leto creyó que estaba a punto de dar a luz a los gemelos conocidos como Apolo y Artemisa.
Pausanias lo describió en el siglo II: 

En Zoster [en Ática] en la costa se encuentra un altar a Atenea, así como a Apolo, Artemisa y Leto. La historia es que Leto no dio a luz a sus niños aquí, pero aflojó su cinturón en vistas a su parto, y el sitio recibió su nombre a partir de este incidente.

El templo fue fundado en el siglo VI a. C., en el Periodo Arcaico. Es de construcción rectangular, 10,8 m por 6 m, y tiene un sekos y un ádyton. El piso del templo "es una construcción única y buena de losas grandes y rectangulares."
El sekos está separado del ádyton por una pared que fue construida en una fase más tardía, en el siglo IV a. C.. Dentro del sekos están resguardados:
- Tres basas en las que estaban las estatuas de culto a Leto, Apolo y Artemis. Dos de las basas preservan las inscripciones grabadas "HALAIES ANETHESAN". Esto significa que los ciudadanos del demo de Halas Exónides ofrecieron estas estatuas para adorar a las deidades.
- El trono de mármol del sacerdote del templo.
- El altar de mármol con una inscripción referida a la reparación del templo durante el siglo IV a. C., cuando Polístrato era sacerdote del templo.[1]

El peristilo fue añadido durante el  siglo IV a. C., comprendiendo una columnata alrededor del templo que constó de cuatro columnas a lo largo de los lados estrechos del Templo, y seis columnas a lo largo del lado más largo del Templo.
Delante del Templo está la base de un gran altar rectangular que mide 4,25 m por 2,25m. En el extremo nordeste del Templo se encuentra una basa cuadrada de dos peldaños en la que posiblemente estaba una estatua votiva.
Durante el periodo cristiano, tras de la Persecución de los paganos en el Imperio Romano tardío, las paredes del sekos fueron prolongadas, se realizaron algunas reparaciones  y el templo fue transformado en una iglesia cristiana.

## La casa del sacerdote
Hay un edificio del encargado del mismo periodo, más tarde ampliado, descubierto en 1936 que comprende la casa del sacerdote o un albergue de peregrinos.

## Galería

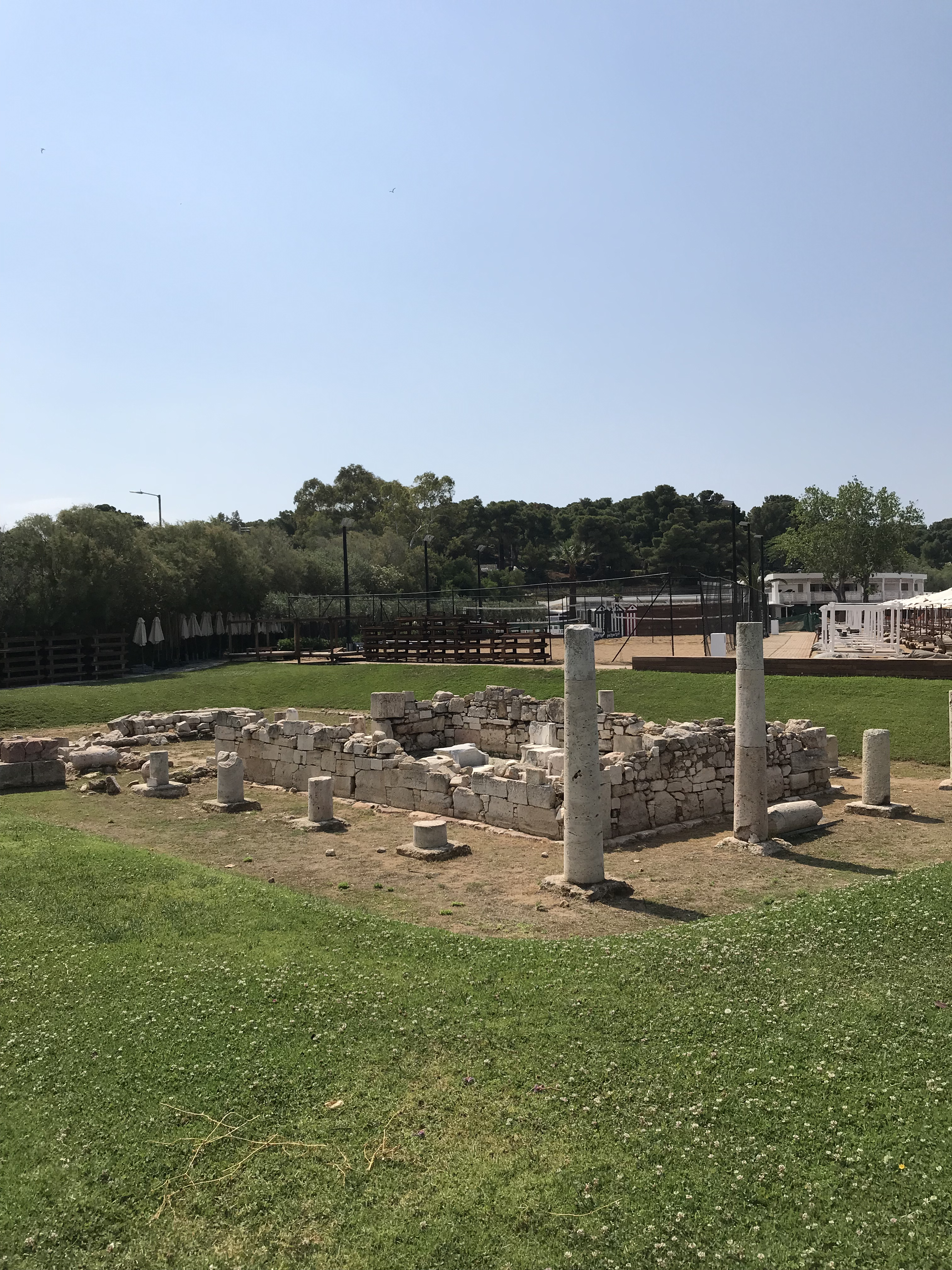
El Templo de Apolo Zoster después del paisajismo y trabajos de drenaje, Vouliagmeni, Ática
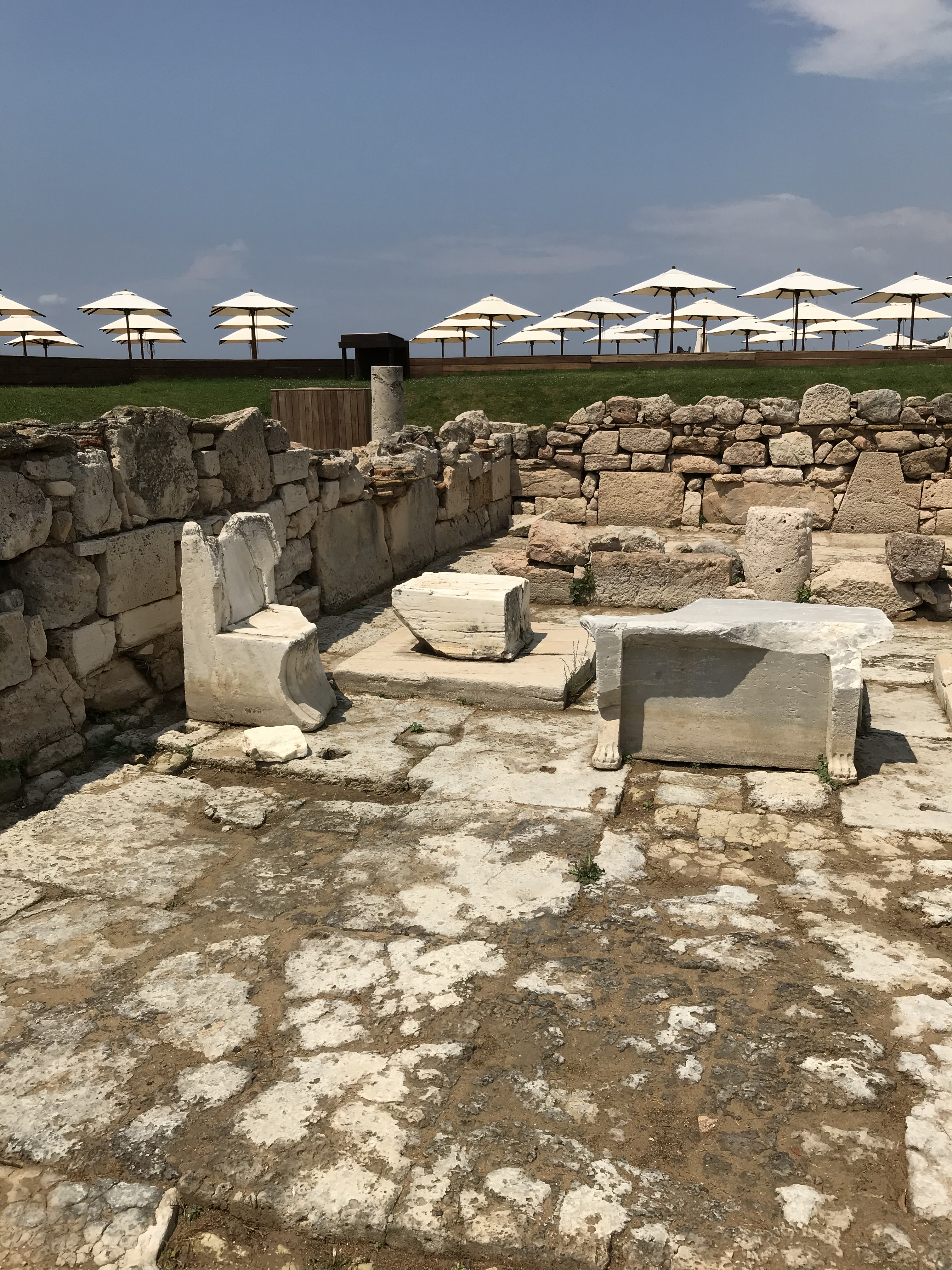
Vista del sekos, Templo de Apolo Zoster
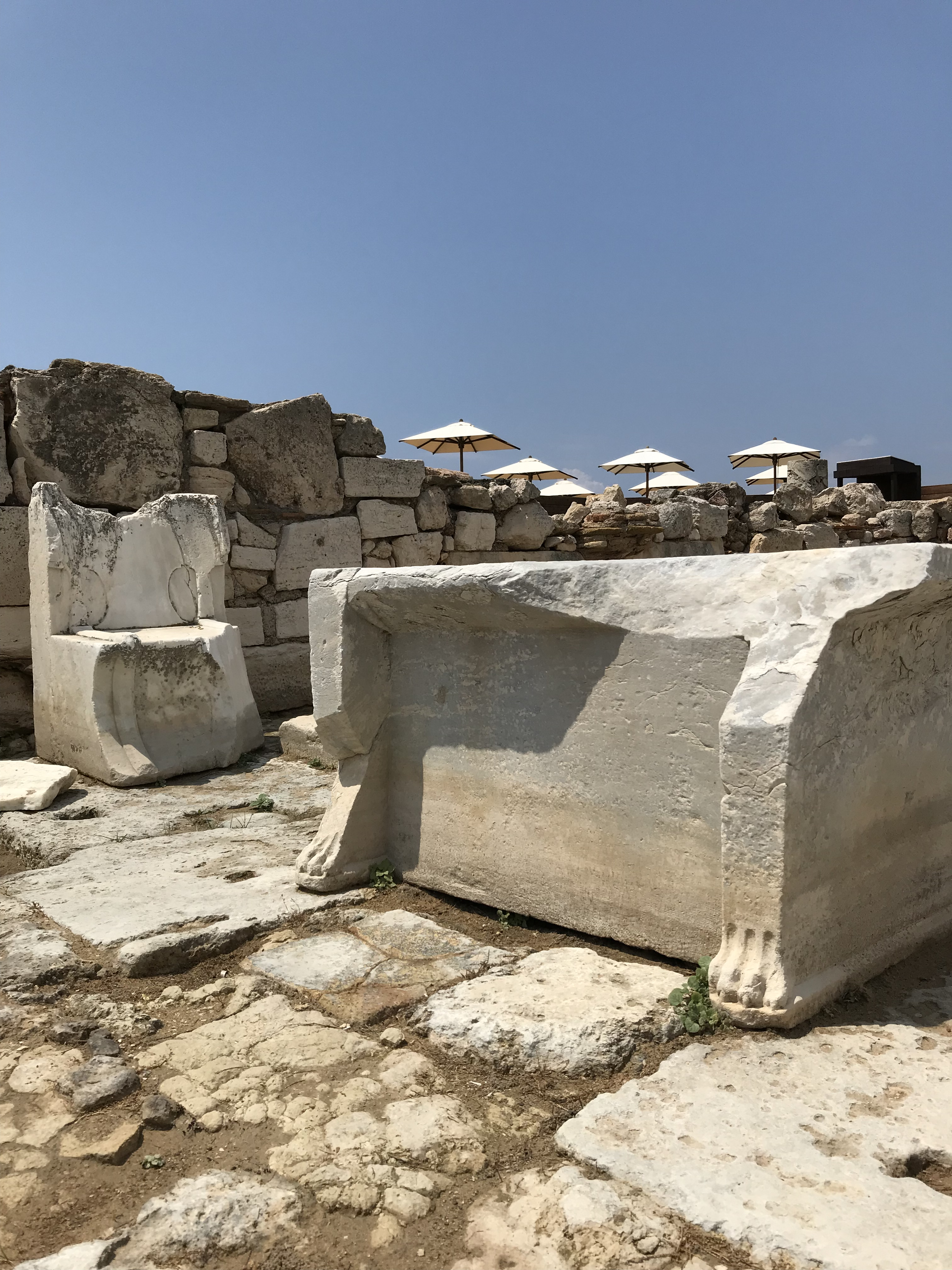
Altar de mármol, Templo de Apolo Zoster
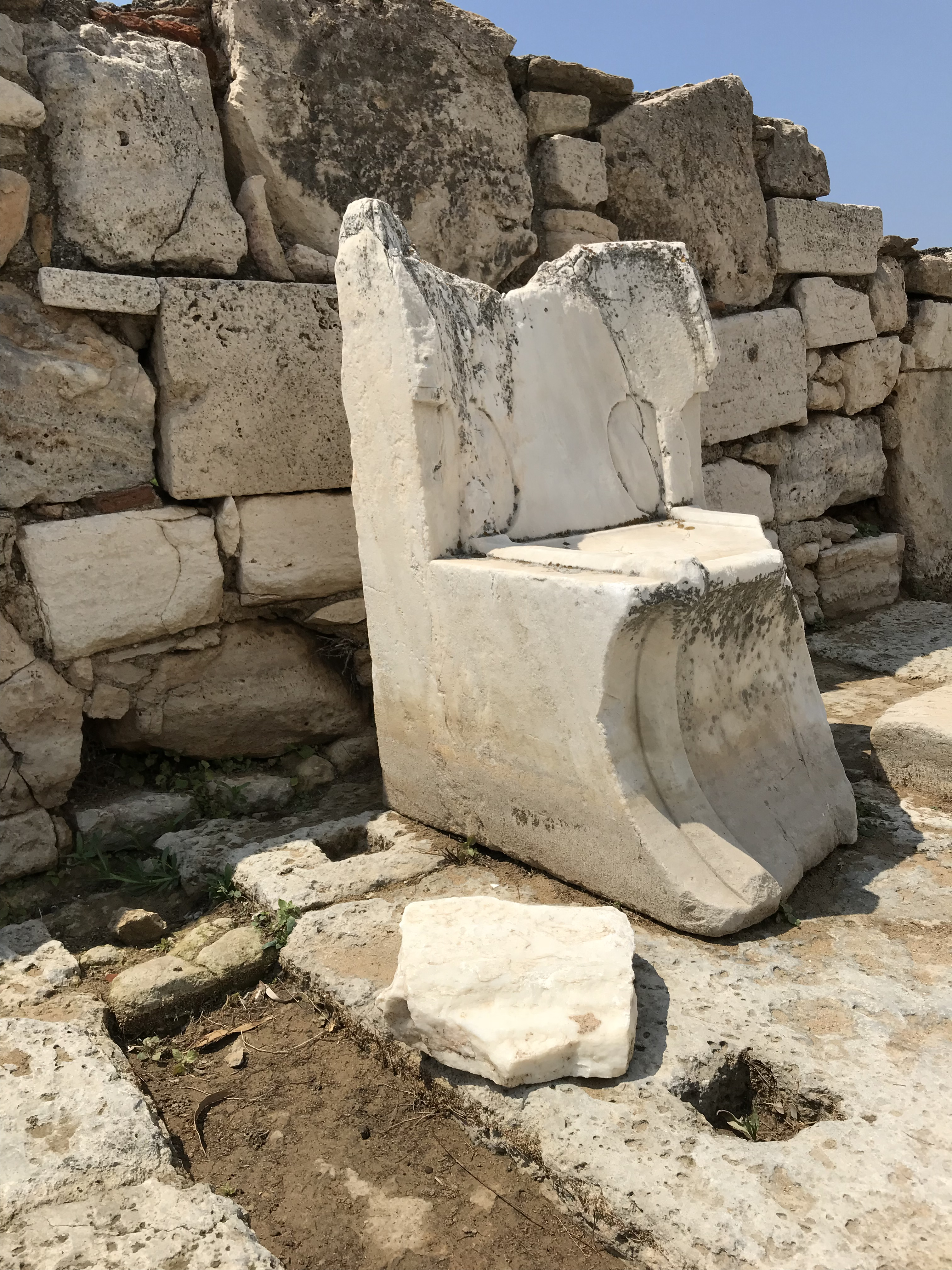
Trono de mármol del sacerdote, Templo de Apolo Zoster